# 刘渊甫
劉淵甫（？—？），字子深，號范泉，壽光人，明代詩人。

## 生平
正德庚午舉人，接連三次會試不第，遂棄舉業。後與兄長澄甫加入海岱诗社，同冯裕、石存礼、陈经、蓝田、黄卿、杨应奎等有唱和，时称海岱八子。

## 家族
祖父劉珝。兄劉澄甫。